# Matteo Pelucchi
Matteo Pelucchi (Giussano, Monza i Brianza, Llombardia, 21 de gener de 1989) és un ciclista italià, professional des del 2011. Bon esprintador, actualment corre a l'equip Bora-Hansgrohe. En el seu palmarès destaca la Clàssica d'Almeria del 2011 i una victòria d'etapa a la Tirrena-Adriàtica del 2014.

## Palmarès
- 2010
  - 1r al Trofeu Papa' Cervi
- 2011
  - 1r a la Clàssica d'Almeria
- 2012
  - Vencedor d'una etapa als Quatre dies de Dunkerque
  - Vencedor d'una etapa a la Ronda de l'Oise
- 2013
  - Vencedor d'una etapa al Circuit de La Sarthe
- 2014
  - Vencedor d'una etapa a la Tirrena-Adriàtica
  - Vencedor d'una etapa a la Volta a Burgos
- 2015
  - 1r al Trofeu Santanyi-Ses Salines-Campos
  - 1r al Trofeu Palma
  - Vencedor de 2 etapes a la Volta a Polònia
- 2018
  - Vencedor d'una etapa a la Volta a Eslovàquia
- 2019
  - Vencedor de 2 etapes al Tour de Langkawi
  - Vencedor d'una etapa de la Volta a Aragó
  - Vencedor d'una etapa al Tour de Poitou-Charentes
  - Vencedor de 2 etapes a la Volta al llac Taihu

### Resultats a la Volta a Espanya
- 2014. Abandona (15a etapa)
- 2015. Abandona (2a etapa)

### Resultats al Giro d'Itàlia
- 2015. Abandona (10a etapa)
- 2016. Fora de control (6a etapa)
- 2017. Fora de control (10a etapa)